# Maliebrug (Utrecht)
De Maliebrug is een rijksmonumentale brug in de Nederlandse stad Utrecht.
De bakstenen boogbrug met drie overspanningen is in 1833 gebouwd. Deze brug verving een oudere brug. De vroegste Maliebrug is hier in 1637 aan het bolwerk Lepelenburg gebouwd toen dat jaar buiten de verdedigingsgracht de Maliebaan werd geopend. Rond 1830 startte de afbraak van de oude stadsverdediging. In de jaren erop werd op onder meer het Lepelenburg het Zocherpark aangelegd naar ontwerp van de landschapsarchitect Jan David Zocher jr. De Maliebrug werd daarbij vervangen door de huidige brug. In vroegere tijden bevond zich een douanekantoortje bij de brug en in de eerste helft van de 20e eeuw een politiepost.

## Zie ook

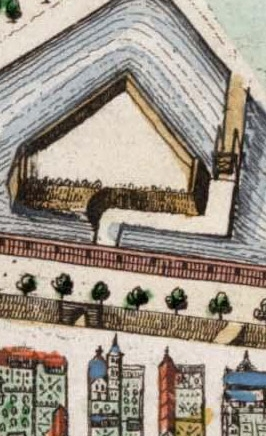
Uitsnede uit een kaart uit omstreeks 1650. Zichtbaar is onder meer bolwerk Lepelenburg, de Maliebrug en de stadsmuur met de Maliepoort (oost ligt boven in de kaart).

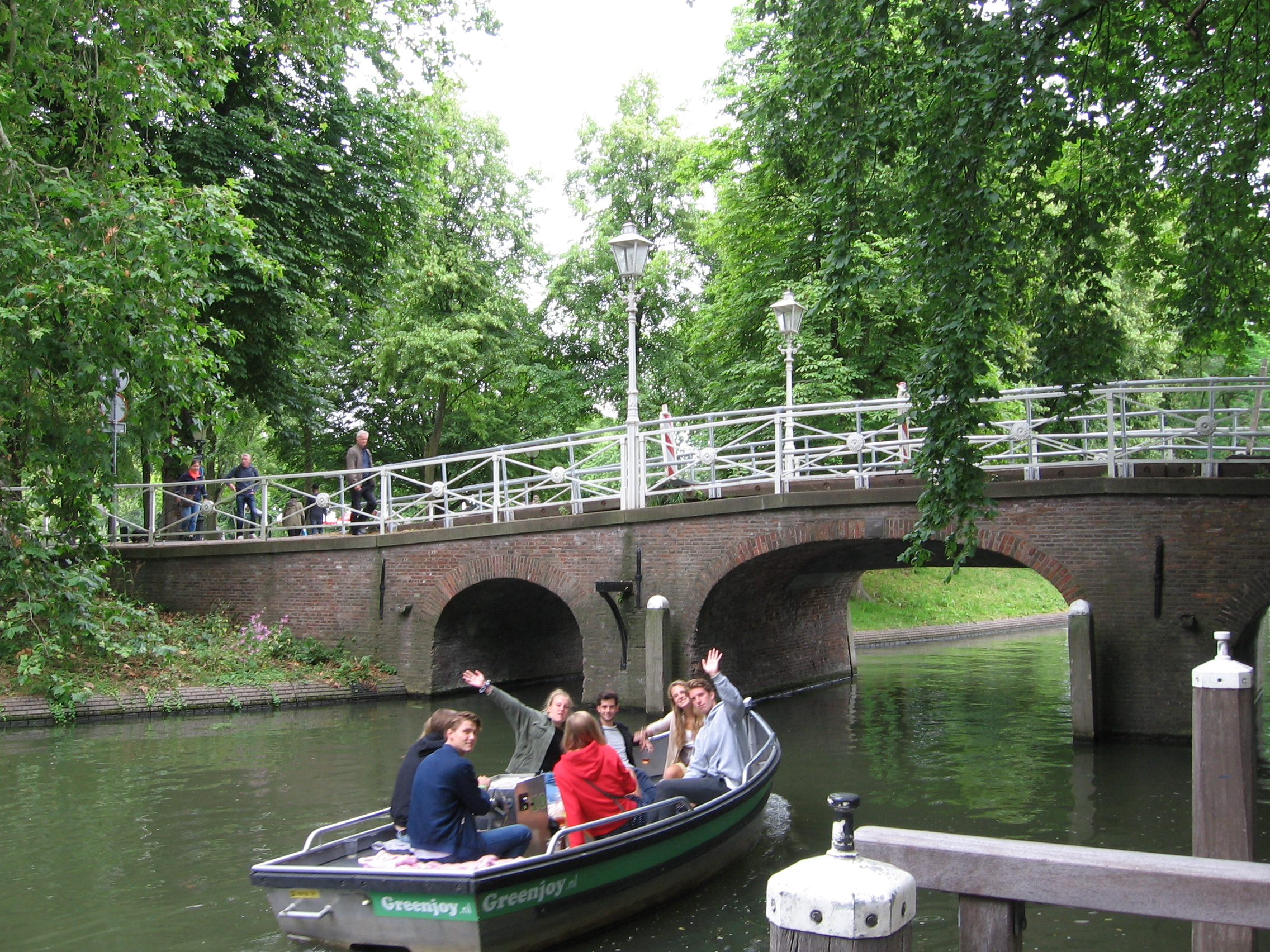
Maliebrug of Maliebaanbrug gezien vanuit het zuiden, 2019.